# Gondeville
Gondeville ist eine Ortschaft und eine ehemalige französische Gemeinde mit 508 Einwohnern (Stand 1. Januar 2022) im Département Charente in der Region Nouvelle-Aquitaine (vor 2016 Poitou-Charentes). Sie gehörte zum Arrondissement Cognac und zum Kanton Jarnac. Die Einwohner werden Gondevillois genannt.
Mit Wirkung vom 1. Januar 2019 wurden die ehemaligen Gemeinden Mainxe und Gondeville zur Commune nouvelle Mainxe-Gondeville zusammengelegt. Die ehemaligen Gemeinden haben in der neuen Gemeinde den Status einer Commune déléguée. Der Verwaltungssitz befindet sich im Ort Gondeville.

## Lage
Gondeville liegt etwa 13 Kilometer ostsüdöstlich von Cognac an der Charente, der das Gebiet im Norden begrenzt. Umgeben wird Gondeville von den Nachbarorten Jarnac im Norden, Triac-Lautrait im Nordosten und Osten, Saint-Même-les-Carrières im Südosten und Süden sowie Mainxe im Westen.

## Bevölkerungsentwicklung
| Jahr                       | 1962 | 1968 | 1975 | 1982 | 1990 | 1999 | 2006 | 2013 |
| Einwohner                  | 548  | 570  | 581  | 520  | 503  | 518  | 511  | 537  |
| Quellen: Cassini und INSEE |      |      |      |      |      |      |      |      |

## Sehenswürdigkeiten
- Kirche Notre-Dame, 1683 erbaut
- Schloss aus dem 18. Jahrhundert, heutiges Rathaus
- Herrenhaus aus dem 17. Jahrhundert

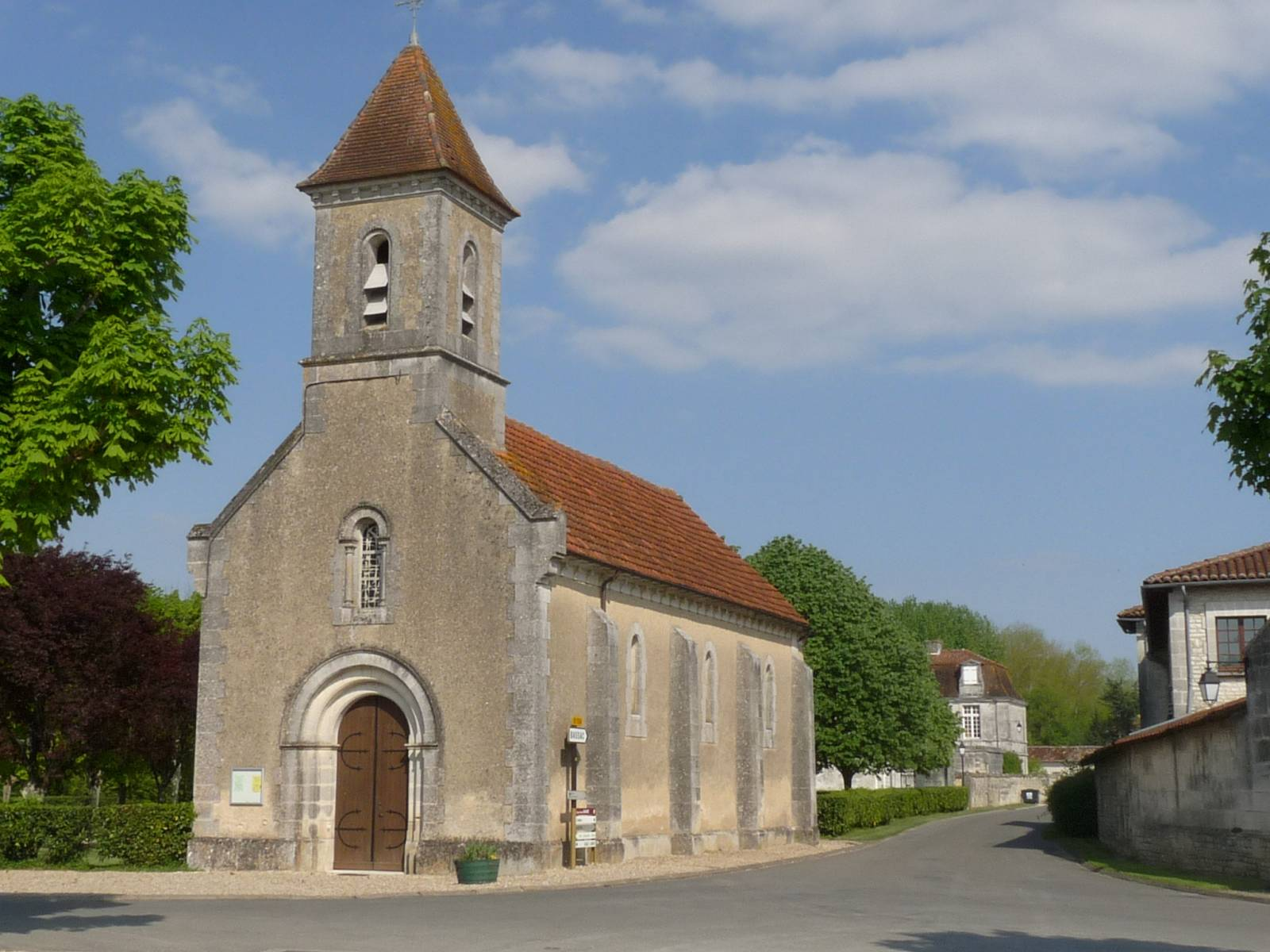
Kirche Notre-Dame